# Vallay
Vallay, schottisch-gälisch: Bhalaigh, ist eine Gezeiteninsel der Äußeren Hebriden.

## Geographie
Vallay liegt vor einer geschützten Bucht vor der Nordküste North Uists, von dem sie an der schmalsten Stelle weniger als 300 Meter entfernt ist. Weite Flächen der vier Kilometer langen und höchstens 1,5 Kilometer breiten Insel sind von Dünen belegt. Ihre höchste Erhebung von 34 Meter befindet sich im Ostteil der Insel. Vallay nimmt eine Fläche von 2,6 Quadratkilometer ein. Bei Niedrigwasser fällt die Vallay Strand genannte Sandbank in der Bucht trocken, sodass Vallay zu Fuß oder mit Fahrzeugen zugänglich wird.

## Geschichte
Anhand archäologischer Funde ist die Besiedlungsgeschichte Vallays von der Steinzeit über die Eisen- und Bronzezeit bis in die Neuzeit verfolgbar. Im frühen 18. Jahrhundert gehörte Vallay zu den Besitztümern des auf Skye residierenden Clans Macdonald of Sleat. Die Macdonalds nutzten die Insel landwirtschaftlich und ließen mit dem Chamberlain’s House und dem heute Old Vallay House bezeichneten Gebäude Verwaltungsgebäude errichten. Als sie die Insel 1829 zur Pacht annoncierten, betonten sie die Fruchtbarkeit ihres Bodens. 1834 pachtete George Murray, 5. Earl of Dunmore Vallay. Der Textilindustrielle, Historiker und Schriftsteller Erskine Beveridge kaufte die Insel 1901. Als Rückzugsort für sich und seine Familie ließ er dort sodann Vallay House errichten. Mindestens bis 1945 blieb Vallay in Familienbesitz.
Mit 59 Personen aus zwölf Familien erreichte Vallay im mittleren 19. Jahrhundert den höchsten verzeichneten Bevölkerungsstand. Letztmalig wurden im Rahmen des Zensus 1951 zwei Einwohner auf Vallay berichtet. Seitdem gilt die Insel als unbewohnt. Es gab dort drei Kapellen.

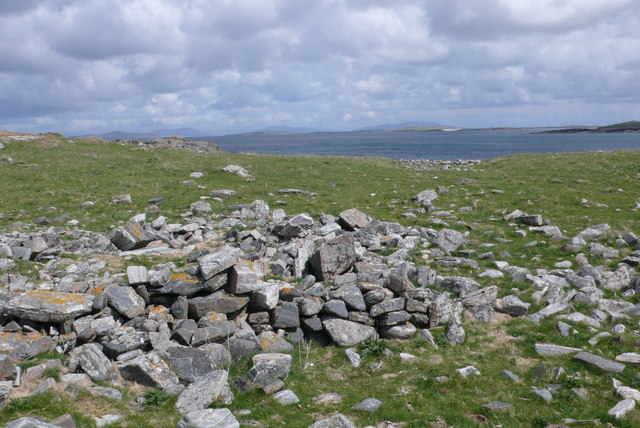
Die zerfallene Oranskapelle
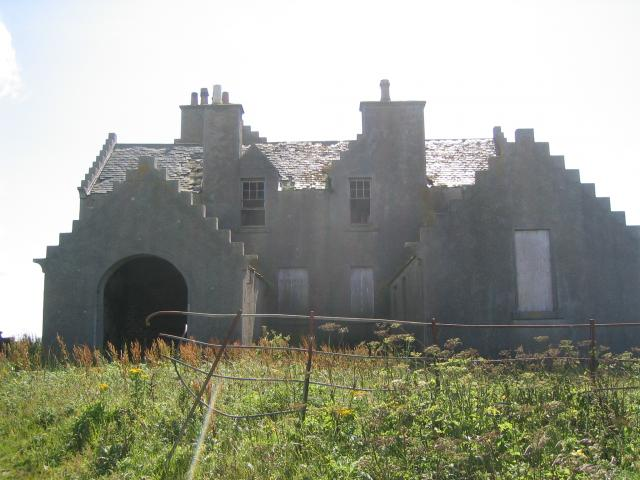
Vallay House
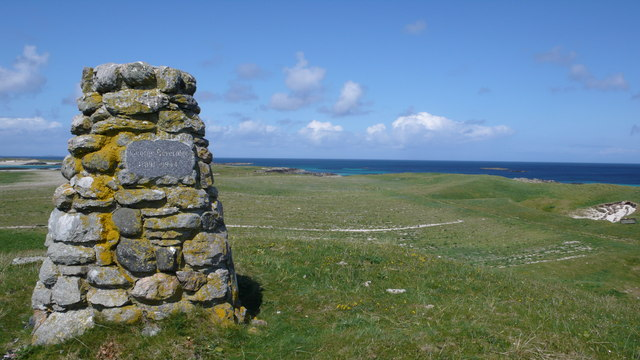
Gedenksäule für George Beveridge